# Félix Rodríguez

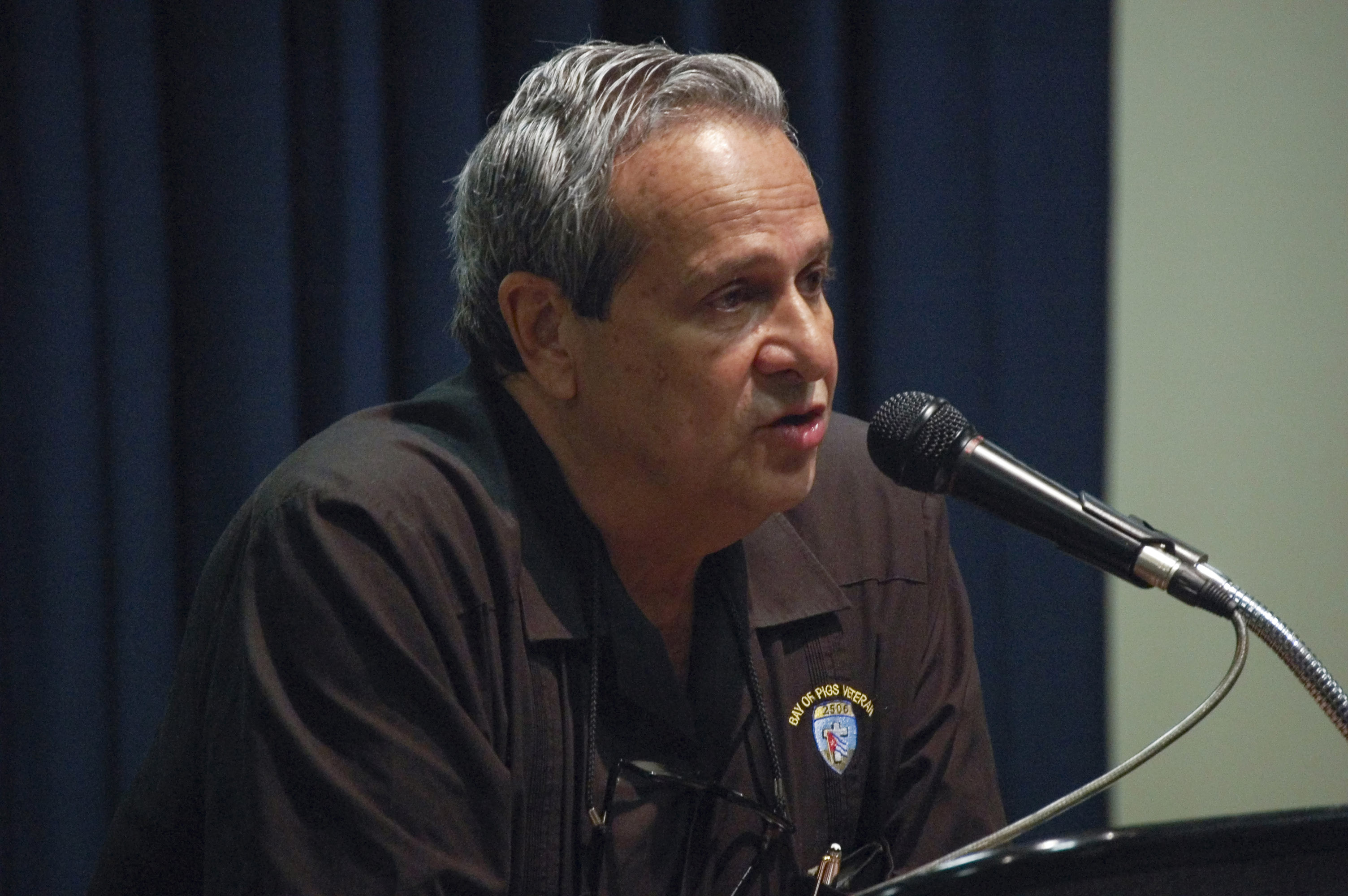
Félix Rodríguez (2006)

Félix Ismael Rodríguez Mendigutía (* 1941 in Havanna, Kuba) ist ein ehemaliger CIA-Agent und wurde durch seine Beteiligung bei der Invasion in der Schweinebucht, seine Beteiligung beim Verhör und seine Anwesenheit bei der Hinrichtung von Che Guevara und seine Verbindungen zu George H. W. Bush während der Iran-Contra-Affäre bekannt. Er ist Kubanoamerikaner mit spanischen und baskischen Vorfahren.

## Leben

### Jugend auf Kuba und in den USA
Rodríguez wuchs zunächst in Sancti Spíritus auf, wo sein Vater einen Gemischtwarenladen führte. Er ging mit seiner Mutter nach Havanna, als ihr Bruder, der bereits zum Senator der Provinz Las Villas gewählt worden war, von Fulgencio Batista nach dessen Militärputsch im März 1952 zum Bauminister ernannt wurde. 1954 wurde Rodríguez zur Fortsetzung seiner Schullaufbahn auf eine Privatschule in Pennsylvania geschickt, wo er 1960 seinen Highschool-Abschluss machte.

### Betätigung gegen die Herrschaft Fidel Castros auf Kuba
Im Juli 1959 schloss er sich zwischenzeitlich der „Antikommunistischen Karibik-Legion“ an – einer internationalen Freiwilligentruppe, die kurz zuvor mit dem Ziel, das Regime Fidel Castros in Kuba gewaltsam zu stürzen, vom dominikanischen Diktator Rafael Trujillo organisiert worden war. Nach eigener Aussage hatten ihn die schockierenden Filmberichte über die unter Castro in den ersten Monaten der Revolution durchgeführten Massenerschießungen und Schauprozesse zu der Überzeugung gebracht, das neue Regime zu bekämpfen. Die geplante Invasion wurde verraten und musste im August 1959 abgebrochen werden, während Rodríguez in der Dominikanischen Republik noch auf seinen Einsatzbefehl wartete. Anschließend kehrte er in die USA zurück.
Nach seinem Schulabschluss 1960 ging er nach Miami, wo er bereits eine Studienplatz-Zusage für Ingenieurwissenschaften der Universität Miami hatte. Er nahm an Militärtraining der Gruppe Cruzada Constitucional Cubana teil, die vom im Juni 1959 aus Kuba geflohenen Chef der Revolutionären Luftwaffe, Pedro Luis Díaz-Lanz gegründet worden war. Während er als Hilfskraft in einer Fischzucht arbeitete, erfuhr er von der Rekrutierung von exilkubanischen Freiwilligen für eine Invasionstruppe. Gemeinsam mit einem Freund und ohne seine Familie zu informieren, meldete er sich bei der Organisation und wurde im September 1960 nach Guatemala ausgeflogen, wo die von der CIA unterstützte und später Brigade 2506 genannte Gruppe Stützpunkt und Trainingscamp hatte. Er gehörte einem Sonderkommando an, das bereits im Februar 1961, zwei Monate vor der eigentlichen Invasion in der Schweinebucht auf dem Seeweg nach Kuba einreiste und mit vor Ort aktiven Untergrundgruppen ins Land einzuschleusende Waffen zur Unterstützung der Aufständischen in der Provinz Las Villas schaffen sollte. Von der Invasion wurde Rodríguez in Havanna überrascht, wo er vor den massenhaften – in vielen Fällen nur vorläufigen – Verhaftungen gegen als Oppositionelle Verdächtige entkommen konnte und ihm schließlich in der venezolanischen Botschafterresidenz politisches Asyl gewährt wurde. Nach über fünf Monaten durfte er Kuba per Flugzeug in Richtung Caracas verlassen. Wenige Tage darauf ging er von Florida aus erneut auf dem Seeweg nach Kuba und infiltrierte mit Aufklärungsauftrag der CIA wieder nach Havanna.
Nach mehreren Missionen stieg er 1962 aus der CIA aus, um seine Verlobte zu heiraten und ein Zivilleben zu führen. Er arbeitete zunächst für eine Werbeagentur und dann für eine Verpackungsfirma. Auf dem Höhepunkt der Raketen-Krise im Oktober 1962 ließ er sich jedoch spontan reaktivieren, als die CIA ihn für Geheimdienstaktivitäten in Kuba zur Unterstützung einer vorgesehenen Invasion von US-Marineinfanteristen und zur Zielidentifikation für Luftangriffe auf sowjetische Raketenbasen anwarb. Am geplanten Einsatztag stimmte die sowjetische Regierung dem von den USA ultimativ geforderten Abzug der Atomraketen zu, so dass die Krise entschärft wurde und auch Rodríguez’ Mission entfiel. Da er seine zivile Arbeitsstelle bereits aufgegeben hatte, entschied er sich für einen dauerhaften Wiedereintritt in die CIA.

### Verhör von Ernesto „Che“ Guevara in Bolivien
Nachdem sich seit März 1967 Hinweise häuften, dass der argentinische Sozialrevolutionär Ernesto „Che“ Guevara versuchte, vom bolivianischen Bergland aus einen Guerillakrieg zu organisieren, wurde Rodríguez von der CIA gemeinsam mit weiteren Agenten nach La Paz beordert, um die Suche des bolivianischen Militärs und Behörden nach Guevara zu verstärken. Nach dessen Gefangennahme durch bolivianische Soldaten im Oktober 1967 verhörte Rodríguez Guevara, wogegen sich Guevara jedoch weigerte. Nach eigenen Angaben war es Rodríguez, der den Befehl der bolivianischen Militärführung zur Erschießung Guevaras an die örtlichen Soldaten übermittelte. Das Foto, das ihn zusammen mit Che kurz vor dessen Erschießung zeigt, ist möglicherweise gefälscht. Laut Aussagen des Fotografen war Rodríguez ursprünglich nicht mit auf dem Foto.

### Weitere Einsätze für CIA und US-Armee
1969 wurde Rodríguez Bürger der Vereinigten Staaten von Amerika und schrieb sich bei der US-Armee ein. Für Army und CIA war er an verschiedenen Kriegsschauplätzen im Einsatz, unter anderem in Südostasien und in Mittelamerika. Im Vietnamkrieg war an der Operation Phoenix der CIA beteiligt und entwickelte Tiefflüge mit Kampfhubschraubern als erfolgreiche Methode im Dschungelkrieg. 1976 ging er zunächst in den Ruhestand.

### Rolle in der Iran-Contra-Affäre
Unter Nutzung seiner früheren CIA-Kontakte wandte sich Rodríguez 1983 an die Regierung unter Präsident Ronald Reagan und bot sich als Berater für den Anti-Guerilla-Krieg in El Salvador an. In der Folge traf er sich ab 1985 unter anderem dreimal mit dem damaligen Vizepräsidenten George Bush. Im selben Jahr ließ er sich in das von Oberstleutnant Oliver North geleitete verdeckte Programm zur Unterstützung der antikommunistischen Contras einbinden, das der vom US-Kongress beschlossenen Gesetzeslage ausdrücklich zuwiderlief und ab Oktober 1985 – zunächst vom damaligen Senator John Kerry – im Rahmen des später Iran-Contra-Affäre genannten Politskandals aufgedeckt wurde. Konkret war Rodríguez 1985 und 1986 für die Versorgung der in Nicaragua operierenden Contras mit aus den USA gelieferten Waffen und sonstigem Nachschub zuständig, die er vom salvadorianischen Militärflugplatz Ilopango aus organisierte. Details über das geheime Unterstützungsprogramm wurden allmählich bekannt, nachdem im Oktober 1986 eines der von Rodríguez mit militärischer Ausrüstung nach Nicaragua geschickten Flugzeuge abgeschossen und anschließend ein überlebender US-Amerikaner verhaftet und verhört worden war. Da Rodríguez als Privatmann und nicht als Regierungsangestellter agierte, wurden ihm selbst von der US-Justiz keine strafbaren Handlungen vorgeworfen. Allerdings wurde die Frage zu einem zentralen Gegenstand der späteren Untersuchungen, ob Vizepräsident Bush von Rodríguez oder dessen unmittelbarem Ansprechpartner im Weißen Haus, Bushs Sicherheitsberater Donald Gregg, Kenntnis über die Operationen erhalten hatte, was die beteiligten Personen bestritten.

## Auszeichnungen und Ehrungen
Rodríguez erhielt von der CIA den Intelligence Star, einen Orden für besondere Tapferkeit. Die südvietnamesische Regierung verlieh ihm für seine Dienste insgesamt neun Galantry Crosses.

## Veröffentlichungen
- Shadow Warrior: The CIA Hero of a Hundred Unknown Battles. (mit John Weisman), Simon & Schuster 1989 (englisch)